# 山形庶民信用組合
山形庶民信用組合（やまがたしょみんしんようくみあい）は、2009年2月15日まで存在し、かつて山形県山形市に本店を置いていた信用組合である。略称は「しょみん」、統一金融機関コードは2080で、合併前時点での店舗数は8ヶ店だった。2009年2月16日をもって、同じ山形市に本店を置く山形信用金庫（略称は「山形しんきん」）と合併し、解散した。

## 山形信用金庫との合併
山形庶民信用組合（しょみん）は、2009年2月16日に山形県下信用金庫中預金高3位の山形信用金庫（山形しんきん）と合併した。合併に当たり、業態を信用金庫とした上で、存続金融機関は山形しんきんとし、本店をしょみん本店に、本部は現在の山形しんきん本部（同荒楯支店併設）にそれぞれ置かれることとなり、預金高が2008年3月17日に酒田信用金庫と合併した鶴岡信用金庫に次ぐ県内信金2位、貸付高では県内首位の規模となった。
先に、合併に伴う旧しょみん側の変更が発表され、旧しょみん名の通帳・カード等は強制切替となり、支店コードは現行の番号に10を足すものに変更となった（本店は001→011）。店舗名については、旧しょみん上山支店のみ、山形しんきん上山南支店と支店名が改称される。合併時点で、旧山形しんきん・旧しょみんの店舗の統合は予定されていないが、合併に先立って、旧しょみん西支店が旧市南支店（現・山形しんきん市南支店）に統合された（この統合については、都市開発に伴う区画整理事業の一環としての位置づけもある）。
旧山形しんきん側については合併後の変更点がしばらく公開されていなかったが、本店が旧しょみん側に設置されるため、従前の山形しんきん本店の合併後の店舗名が「七日町支店」として支店に降格となることが、2009年2月3日に発表された。その後、2014年11月25日、移転・営業部昇格により山形営業部となった。
これに伴い、両機関の本部のみ勘定統合を行い、山形しんきん側に片寄せされる（しょみん本部・支店コード100→山形しんきん本部（カナ名・センター）・支店コード050）。
なお、2008年9月22日より、イオン銀行との相互接続が開始されたが、この時点で山形しんきんは提携していないため、合併時点で利用できなくなる危惧もあったが、同年12月15日より山形しんきんも接続開始となったため、接続解除は回避された。
合併後、コーポレートロゴは旧庶民信組のロゴの「しょみん」の文字を「しんきん」に置き換えたものをそのまま採用し、コーポレートカラーも旧山形しんきんの青から旧しょみんの赤に変更されている。

## 店舗展開
山形市を中心に天童市、上山市に店舗を開設していた。店舗名称は、上山支店を除き合併後もそのままとなっている。
- 山形市 - 本店、市南支店、門伝支店、市北支店（2014年11月25日廃止）、中央支店、江俣支店
- 天童市 - 天童支店
- 上山市 - 上山支店（山形信金上山南支店→2010年に廃止）

## 沿革
- 1952年7月 - 設立・業務開始
- 1952年10月 - 出羽・門伝出張所（現・山形信用金庫門伝支店）開設
- 1952年12月 - 市北支店を開設
- 1953年1月 - 市南支店を開設
- 1954年9月 - 天童支店を開設
- 1964年7月 - 中央支店を開設
- 1965年8月 - 上山支店（後の合併により、山形信用金庫上山南支店となったが、2010年に廃止）を開設
- 1970年10月 - しんくみ為替業務取扱開始
- 1976年8月 - 本店を新築移転し、旧本店跡地に十日町支店を開設
- 1978年11月 - 西支店を開設
- 1985年2月 - オンラインシステム稼動
- 1986年7月 - 現金自動支払機 (CD) 稼動
- 1988年4月 - 国債窓口販売業務取扱開始
- 1989年6月 - 両替業務取扱開始
- 1990年6月 - 十日町支店を廃止
- 1990年7月 - 江俣支店を開設
- 1990年12月 - サンデーバンキング開始
- 1991年8月 - SKCセンターへ加盟
- 1991年10月 - 全国キャッシュサービス接続開始
- 1993年3月 - 証券業務取扱開始
- 2000年2月 - 本店を白山（現在地）に新築移転、中央支店を小川町（現在地）に新築移転
- 2006年10月 - 市南支店を上町（現在地）に新築移転
- 2007年10月 - 合併および都市計画での整理事業に先立ち、西支店を市南支店へ統合
- 2008年5月 - 山形信用金庫との合併契約締結
- 2009年2月16日 - 山形信用金庫と合併し、法人解散。